# Parmenonta thomasi
Parmenonta thomasi là một loài bọ cánh cứng trong họ Cerambycidae.